# Cratere Fredholm
Fredholm è un cratere lunare intitolato al matematico svedese Erik Ivar Fredholm. Si trova sul terreno accidentato ad ovest del Mare Crisium; è posizionato a metà strada fra il grande cratere Macrobio a nord e il cratere Proclus a sud.
È un cratere circolare e simmetrico di forma emisferica. Le pareti interne scendono gradualmente verso il piccolo fondale centrale, che costituisce meno di un quarto del diametro totale del cratere. Praticamente confinante con il bordo settentrionale è il piccolo cratere "Macrobio E". Fredholm era considerato anch'esso un cratere correlato di Macrobio, denominato "Macrobio D", prima che gli venisse assegnato un nome dall'IAU.